# Sostanza (filosofia)
(Aristotele, Metafisica, VII, 1042a, traduzione di G. Reale)
In filosofia per sostanza, dal latino substantia (ricalcato dal greco antico ὑποκείμενον?, hypokeimenon), letteralmente traducibile con "ciò che sta sotto", si intende ciò che è nascosto all'interno della cosa sensibile come suo fondamento ontologico. La sostanza è quindi ciò che di un ente non muta mai, ciò che propriamente e primariamente è inteso come elemento ineliminabile, costitutivo di ogni cosa per cui lo si distingue da ciò che è accessorio, contingente, e che Aristotele chiama accidente.
Per sostanza, in altre parole, si intende ciò che è causa sui, ovvero ha la causa di sé in sé stessa e non in altro.

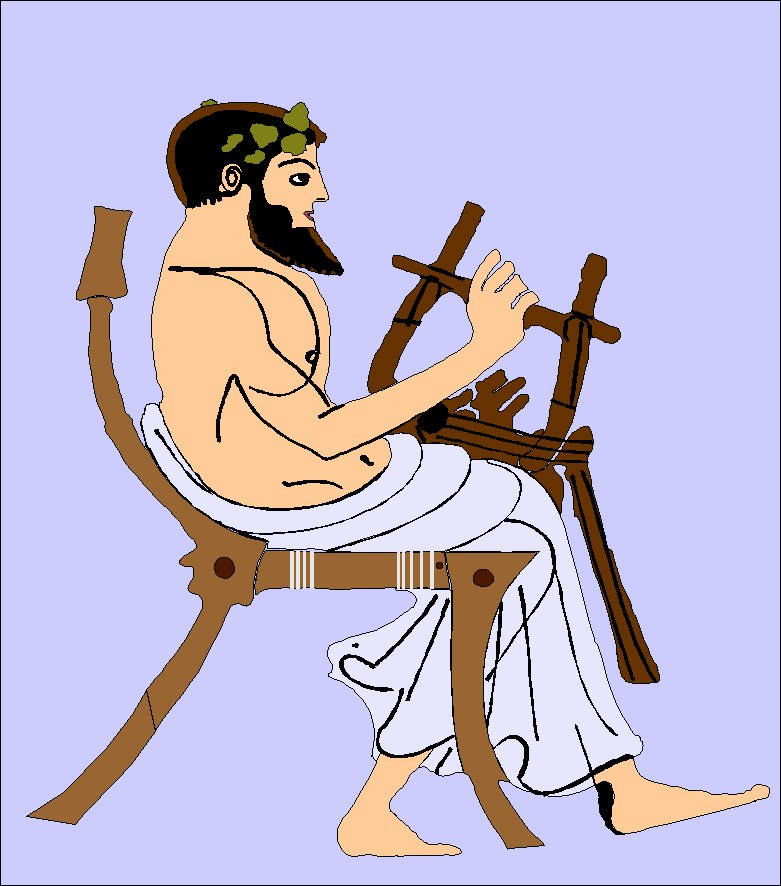
Nell'esempio qui riportato, la sostanza della sedia (sensibile ma corruttibile) è composta sia della materia di cui è fatta, in tal caso il legno, sia della forma (essenza), che la rende quello che è, cioè appunto una sedia e non un tavolo.

Il termine "sostanza" e l'aggettivo "sostanziale" vengono spesso utilizzati, nel linguaggio comune, come sinonimi di essenza ed "essenziale": ciò che è fondamentale alla costituzione di ciò a cui ci si riferisce.  In effetti l'etimo e il significato filosofico dei due termini, apparentemente simili, sono diversi:
- al termine "sostanza" (dal greco ὑποκείμενον), introdotto da Aristotele, corrisponde la definizione sopra citata.
- il termine "essenza" (dal greco οὐσία), già presente in Platone, vuol dire ciò che realmente è,  ciò per cui una cosa è quel che è anziché un'altra cosa.

In senso più specifico: «alla sostanza, che è la realtà individuale nella sua autonoma esistenza e sussistenza, l'essenza si contrappone come la forma generale», «l'universale natura delle singole cose appartenenti allo stesso genere o specie.»

## Traduzioni latine del termine ousia
La parola ουσία viene tradotta in italiano indifferentemente come essenza o come sostanza. Questa ambiguità dipende dal fatto che molti termini filosofici greci sono stati tradotti erroneamente nella versione latina
- Secondo Seneca[2] Cicerone sarebbe stato il primo (in un testo che non ci è pervenuto) a tradurre 'ousia' con essentia;
- Boezio la traduce come essentia in Contra Eutychen (dove traduce «ousiôsis» con subsistentia e «hypostasis» con substantia) mentre invece nella traduzione delle Categorie di Aristotele traduce ousia con substantia.

## La scuola ionica

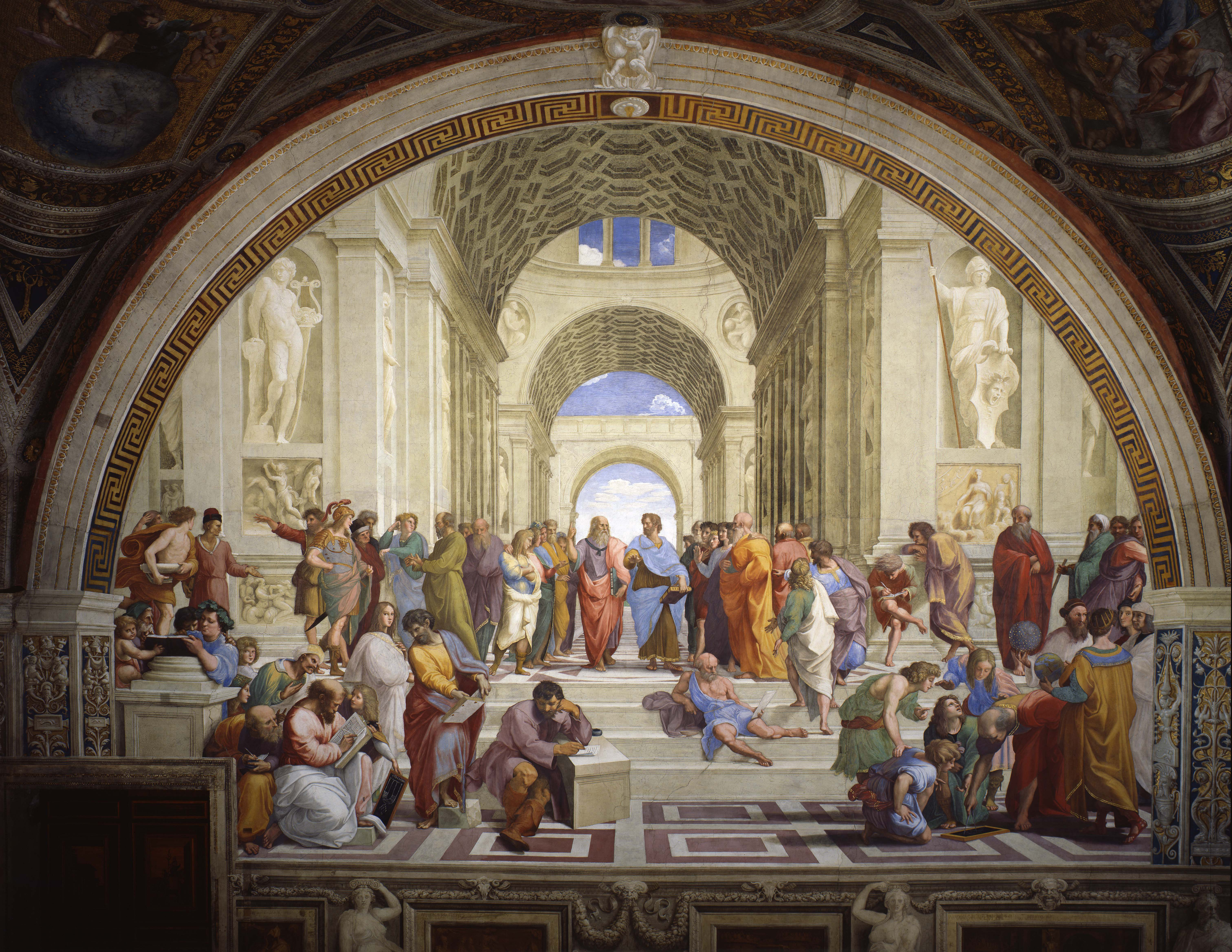
La scuola di Atene

Le prime teorie sulla sostanza, anche se non esplicitamente formulate come tali (il concetto di sostanza nascerà infatti con Aristotele) nascono con i presocratici. Essi pensarono che, pur essendo apparentemente diversi, i fenomeni naturali fossero omogenei, della stessa natura fondamentale. Si trova nelle loro teorie una ricerca di un punto di riferimento comune che metta ordine nella molteplicità caotica dei fenomeni. Se quindi, si riuscirà a identificare la causa prima di tutti questi fenomeni, quell'elemento comune a tutte le cose, che soggiace ("hypokeimenon") a tutto, nascosto al loro interno,  per cui una cosa è quella che è nella variabilità di ciò che appare, si avrà la chiave di spiegazione unica di tutto il cosmo, cioè dell'universo come ordinato e armonioso.
Quindi i primi filosofi presocratici ricercheranno quest'elemento primordiale, la causa di tutto, da cui tutto si è generato e a cui tutto ritorna: l'archè, il principio apparso per primo nel tempo e scopriranno così la sostanza dandole una pluralità di significati, come ente che:
- permane nei mutamenti
- rende unitaria la molteplicità
- rende possibile l'esistenza della cosa[3]

Nella cosiddetta Scuola di Mileto inizia allora la ricerca della sostanza identificata o in un elemento naturale (Talete ed Anassimene) o nella iniziale mescolanza originaria e caotica di tutte le cose (l'ápeiron, l'infinito-indefinito di Anassimandro)
Ad essere esatti il termine utilizzato dai primi pensatori ionici era quello di archè come ci dice il primo storico della filosofia, Aristotele
(Aristotele, "Metafisica", I, 3, 983b)
Nella scuola pitagorica la sostanza diviene il numero.
La sostanza infatti non può essere caratterizzata dalle qualità sensibili che mutano poiché essa permane sempre identica a se stessa. Se dunque gli elementi naturali sono variabili per la qualità, in questi stessi permane però un aspetto immutabile che è la quantità e questa è misurabile e quindi traducibile in numeri. Il numero quindi è all'origine di tutte le cose.
Notevoli difficoltà d'interpretazione presenta la filosofia posteriore di Eraclito che Platone per primo considera il filosofo del "divenire", per cui egli viene solitamente contrapposto agli eleati, sostenitori dell'essere immobile ed immutabile. Nella filosofia di Eraclito il principio fondamentale è riconducibile a Polemos (" La guerra è madre di tutte le cose "), la contesa che tiene uniti gli elementi discordi, ovvero nel Logos, (solo in seguito il termine identificherà la ragione discorsiva) che lascia essere i contrari nella loro armonia, senza sopprimere la loro differenza.
Il dibattito tra le tesi contrapposte di chi sostiene che la vera realtà del mondo sia il divenire e chi invece l'immutabilità dell'essere, (Parmenide, Zenone, Melisso di Samo), tra l'esperienza e la ragione, dopo i tentativi dei pluralisti (Empedocle, Anassagora e Democrito) di conciliare le due dottrine, ha termine con l'avvento della sofistica che lo giudica inconcludente e che invece sostiene che ciò che importa nella riflessione filosofica sia l'uomo misura di tutte le cose.

## La sostanza in Aristotele
Con Aristotele torna l'interesse per la riflessione sulla sostanza, trattata per la prima volta nelle Categorie, che sono le caratteristiche fondamentali dell'essere, ossia i predicamenti di questo. Esse sono la qualità (ad es. bello o brutto), la quantità (alto, basso) la relazione (vicino, lontano), l'abito (disposizione o possesso), la condizione (come si trova), l'agire, il patire, il dove, il quando e, infine, appunto la sostanza (ad es. essere uomo).
Di tutte le categorie la più importante è la sostanza perché tutte le altre la presuppongono: la qualità è sempre qualità di qualche cosa, così la quantità è sempre quantità di qualche cosa e questo qualche cosa è la sostanza, per cui essa è il polo di riferimento di tutte le altre; quindi la sostanza-essere non ha un unico significato e neppure molti completamente diversi tra loro, ma è il denominatore comune di molteplici significati, per cui ogni cosa può essere detta "essere" in quanto esprime la sostanza.
All'interno di questa, Aristotele distingue a sua volta tra «sostanza prima» e «seconda»: la prima è l'individuo in sé, ad esempio Socrate, la seconda sostanza è il tipo di individuo, cioè la specie umana.
Cosa c'è di comune in tutti questi aspetti della sostanza-uomo? Che "è", quindi la sostanza si identifica con l'essere.
Allora se l'essere si identifica con le categorie
- che sono "divisioni" o "generi supremi" dell'essere
- e le categorie poggiano tutte sulla sostanza
- allora per rispondere alla domanda che cos'è l'essere bisogna rispondere a quella che chiede che cos'è la sostanza.

Aristotele distingue tre ulteriori tipi di sostanze:
- 1) la sostanza sensibile ma eterna (i corpi celesti)
- 2) la sostanza sensibile ma corruttibile (i corpi del mondo terreno: le piante, gli animali ecc.)
- 3) la sostanza immutabile.

I primi due tipi di sostanze sono composte da parti diverse, quindi bisogna capire quale di queste parti che le compongono sia quella fondamentale ed ineliminabile. Bisogna allora scegliere tra quattro diverse particolarità di sostanze, che sono:
- I) il soggetto o sostrato  materiale (l'hypokeimenon);
- II) il genere (ghenos) e la specie;
- III) l'universale (kathòlou);
- IV) l'essenza (ti estì).

Per Aristotele è appunto l'essenza la sostanza in senso proprio, o specie formale immanente in ogni individuo, che come sostanza – essenza – è altresì sinolo, unione indissolubile di materia e forma. L'idea (eidos) è la forma (morphè) della materia (ùlē), mentre la stessa materia è il sostrato (hypokeimenon) di una sostanza-forma. Come ogni sostanza, la materia è potenza di un'idea in atto: più propriamente, si dice che la materia è potenza (dynamis, potenzialità passiva) di un'idea che ne è il corrispondente atto (energheia, potenzialità attiva).
L'idea dà la forma alla materia, che è già un'altra sostanza dotata di un'altra forma propria. La distinzione fra potenziale passiva e attiva nel rapporto fra idea e materia richiama quella fra intelletto potenziale (o passivo) e intelletto agente (o attivo) nelle forme in sé e per sé. Alessandro di Afrodisia (II-III secolo d.C.) identificò l'intelletto attivo del De anima col pensiero di pensiero divino, mentre i medievali identificarono l'intelletto potenziale con la possibilità di divenire di tutte le cose.

## La sostanza nel pensiero medioevale
Nell'età medioevale sulle tracce di Aristotele, la filosofia scolastica si riferisce spesso al concetto di sostanza. Ad esempio si parla di "sostanza trascendentale" riferito alla sostanza divina (per la quale non vale la distinzione di essenza ed esistenza) che viene distinta dalla "sostanza predicamentale" che riguarda i generi e le specie a cui si riferiscono gli enti finiti e creati (come loro predicati).
Uno dei problemi riguardanti la sostanza nell'età medievale fu quello di salvaguardare l'immortalità dell'anima, poiché secondo Aristotele la forma del corpo (cioè appunto l'anima) non avrebbe potuto sussistere separatamente dalla materia, formando con questa un'unità indissolubile.

## Cartesio: il dibattito metafisico sulla sostanza

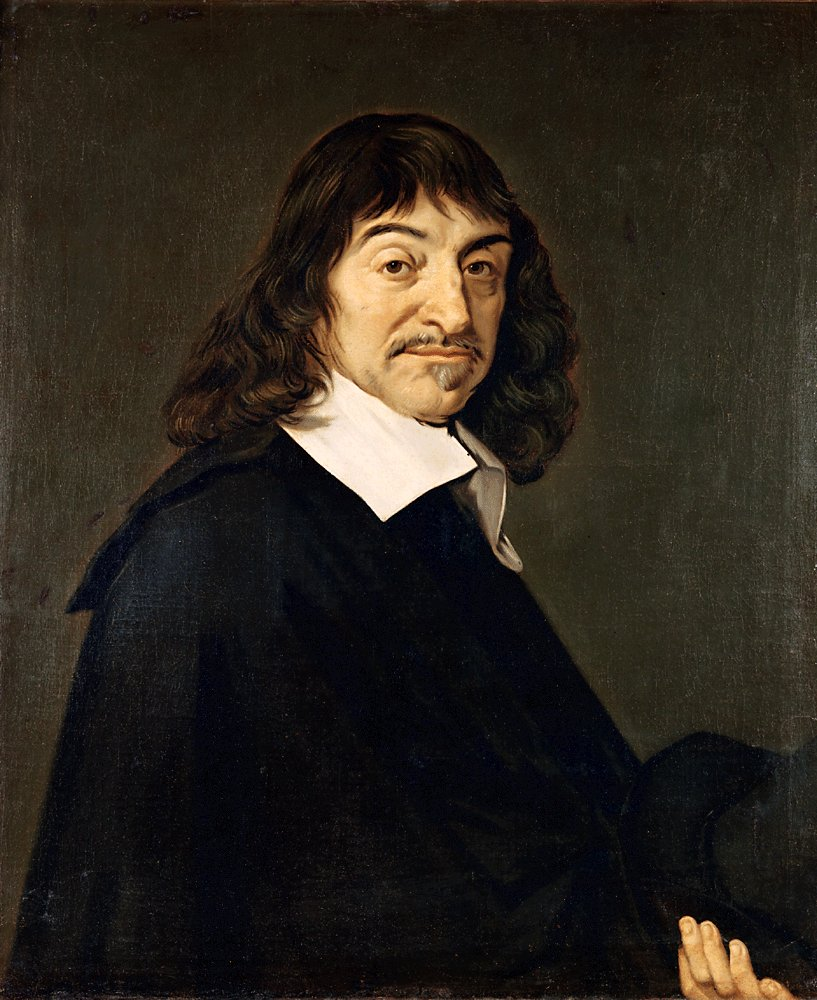
René Descartes, in un dipinto di Frans Hals

Con l'età moderna prese avvio un percorso sia di approfondimento che di dissoluzione del concetto di sostanza.
Il cogito ergo sum di Cartesio introduceva la necessità che il pensiero chiaro e distinto, evidente, trovasse la sua corrispondenza nella realtà. Solo questo assicurava che si trattasse di vera razionalità e soltanto questo permetteva di superare il cosiddetto dubbio scettico, che sosteneva di essere certo del proprio pensiero (come si può dubitare di se stessi?) ma dubitava appunto che al pensiero corrispondesse la realtà: la realtà infatti si acquisisce attraverso i sensi, che ci danno una falsa visione della realtà, come avevano insegnato gli antichi sofisti, per primo Protagora.
Ora il criterio dell'evidenza, il punto di partenza del metodo cartesiano, ha sconfitto sì il dubbio scettico ma ha fatto nascere la necessità dell'esistenza di due mondi, quello del pensiero (cogito) e quello della realtà (sum). E ciascuno di questi due mondi deve necessariamente far capo a una sostanza. Ma ecco che con Cartesio le sostanze sono due: la res cogitans (pensiero) e la res extensa (la realtà).
Questa si può intendere come una incoerenza: la sostanza è una e non può essere altro che una.
Cartesio pensa di superare questa difficoltà sostenendo che in effetti la sostanza è veramente unica: essa è Dio creatore sia della realtà che del pensiero. Insomma la res cogitans e la res extensa hanno un denominatore comune che è Dio, di cui Cartesio si premura di mostrare razionalmente l'esistenza.
Ma la pretesa dimostrazione cartesiana di Dio non funziona: egli si serve del "cogito ergo sum", delle regole del metodo (premessa) per dimostrare l'esistenza di un Dio perfetto e veridico (conclusione) e quindi la conclusione (esistenza di Dio di verità) gli dimostra la validità della premessa (la verità del cogito ergo sum). È questo quello che è stato definito il "circolo vizioso" cartesiano, dove la premessa giustifica la conclusione e questa a sua volta giustifica la premessa.
Si riapre allora inevitabilmente il dibattito sulla sostanza, che affondava le sue radici nell'origine stessa della filosofia, negli antichi filosofi greci della natura.

## La scelta della materialità di Hobbes

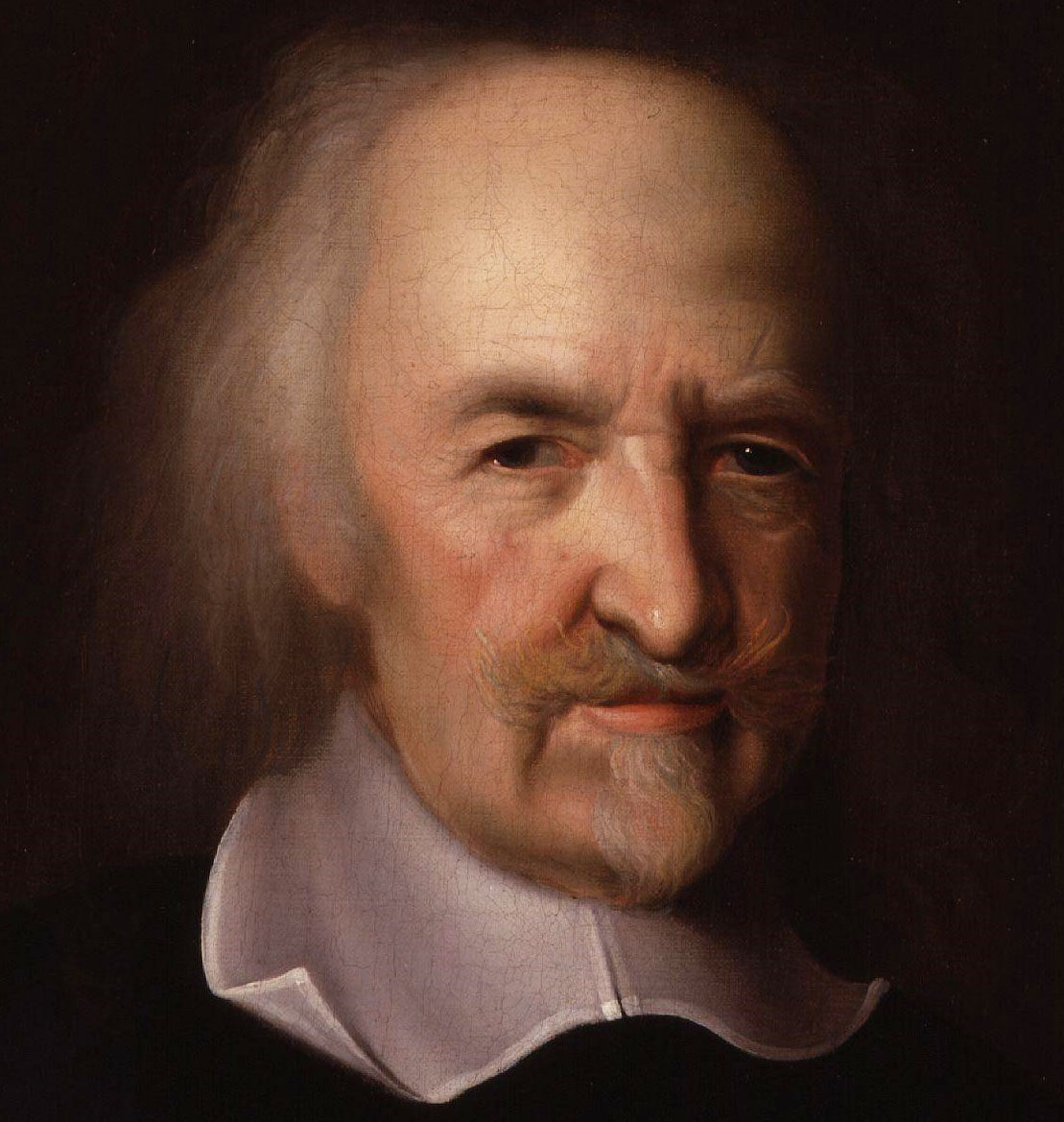
Thomas Hobbes

Hobbes fa una scelta coerente con la scuola di pensiero inglese, tutta rivolta alla realtà empirica e materiale. La sostanza unica è la materia. Tutto è materia compreso lo stesso pensiero. Cos'è il pensiero se non linguaggio oggettivato? Quindi dall'analisi del linguaggio possiamo dedurre l'origine di tutto e il termine più semplice ed originale è corpo con la sua caratteristica accidentale che è il moto. Il corpo infatti può essere in movimento ma anche in stato di quiete. E su questa sostanza corporea Hobbes costruisce il suo sistema materialistico meccanicistico deterministico onnicomprensivo.
Dal corpo quindi partono dei movimenti che vanno a colpire i nostri organi di senso che compressi reagiscono con un contromovimento che mette in azione l'immaginazione che crea immagini che si vanno a sovrapporre ai corpi da cui è venuto il moto iniziale.  Ogni corpo è quindi coperto da un'immagine che non ci fa cogliere la vera realtà della cosa. Ma non basta: noi traduciamo ogni immagine in un nome, che è convenzionale ed arbitrario. Quindi dalla vera realtà della cosa in sé ci separano due schermi: quello dell'immagine e quello del nome.. Ecco allora che l'esigenza di certezze materiali che ispira la dottrina di Hobbes che vive nel turbolento periodo delle due rivoluzioni inglesi approda al fenomenismo, cioè all'impossibilità di conoscere la cosa stessa, la sostanza. Una conclusione non diversa da quella dei sofisti per i quali la realtà, appresa attraverso i sensi, era semplice apparenza.

## La definizione "geometrica" della sostanza in Spinoza

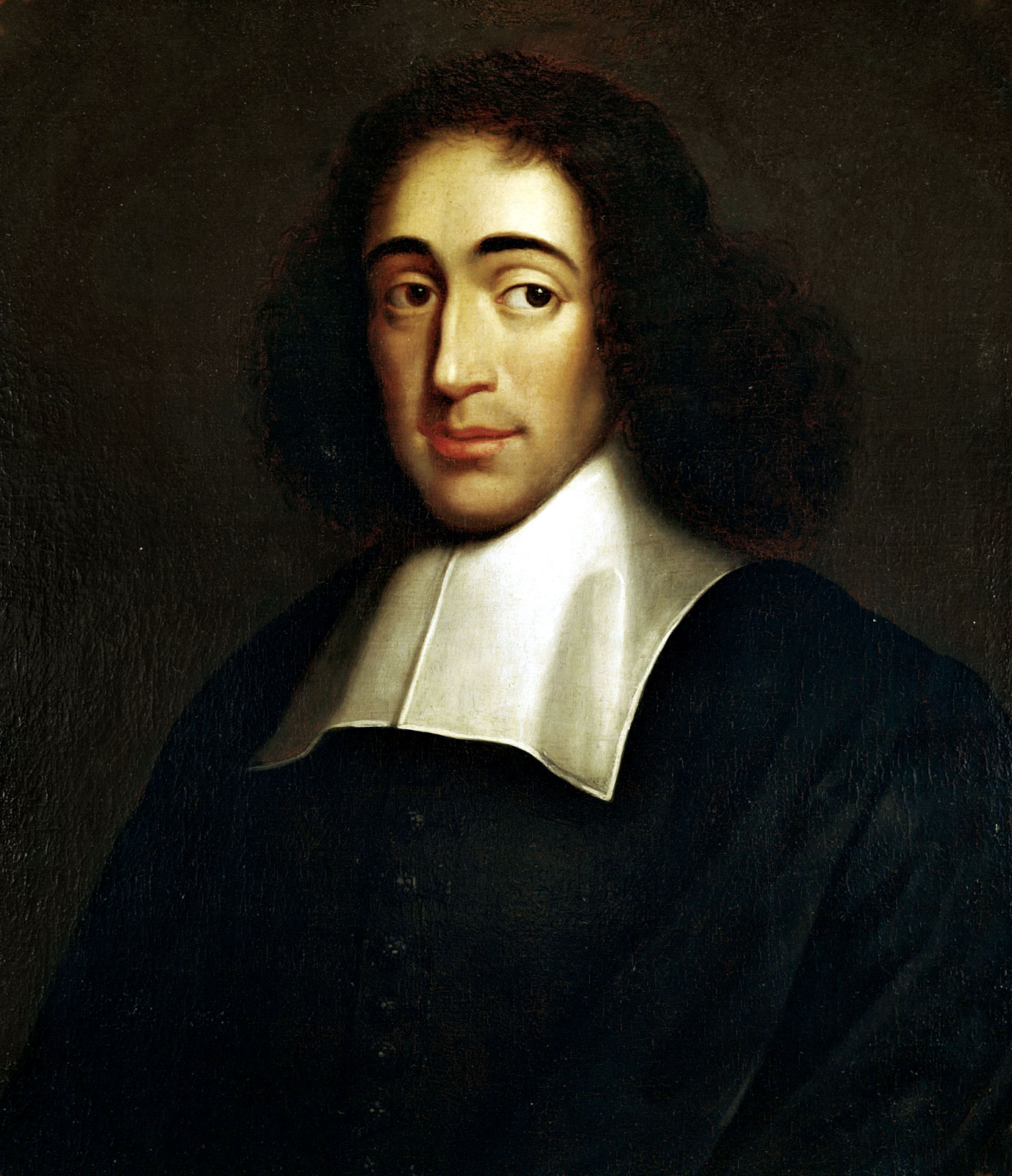
Ritratto di Baruch Spinoza.

Quando studiamo geometria noi non usiamo solo la ragione ma prevalentemente l'intuizione. La prima nozione geometrica necessaria per lo studio della geometria, ad esempio, è quella di punto, e da questa si prosegue costruendo un intero edificio da un primo mattone che abbiamo accettato per vero ma che nessuno mai ci dimostrerà come vero. Questo non sarà mai possibile perché da un punto di vista razionale il punto è un'assurdità: è qualcosa che costruisce con altri infiniti punti il segmento ma non ha una sua estensione reale. Il punto geometrico lo accettiamo solo intuitivamente.
Diamo allora una definizione della sostanza come facciamo per il punto geometrico e vediamo se è accettabile.
(dall'Ethica more geometrico demonstrata)
- "Ciò che è in sé": vuol dire che è tutta in se stessa ossia non dipende da un'altra cosa, perché se dipendesse da un'altra cosa non sarebbe più sostanza;
- "E viene concepita per sé": vuol dire che quando penso la sostanza la devo pensare con un concetto che riguarda lei e soltanto lei, non posso passare per altri concetti, come in una mediazione razionale, per arrivare a lei, perché altrimenti significherebbe che questi molteplici concetti, che rimandano a più realtà, farebbero sì che la sostanza non sarebbe più un'unica realtà come essa è: quindi la sostanza può essere concepita solo intuitivamente, con un'apprensione immediata, e non razionalmente mediata, della sua esistenza.

la sua esistenza non dipende dal fatto che ci sia io a parlarne o a pensarla: la sostanza è una realtà oggettiva, indipendente dall'esistenza del soggetto.
La sostanza è una realtà oggettiva concepita per se stessa. Se questa sostanza può essere definita come ciò che è in sé e viene concepita per sé, allora è causa sui (causa di sé stessa): in lei coincidono in un unico punto causa ed effetto, lei è nello stesso tempo madre e figlia — altrimenti sarebbe effetto di una causa che viene prima di lei, e lei allora non sarebbe più la prima, come deve essere per la sostanza.
Causa sui cioè se dovessi fare una distinzione tra l'essenza e l'esistenza, tra pensiero e realtà, per la sostanza questa distinzione non vale perché essa non appena pensa immediatamente esiste.
Se l'essenza è il mondo del pensare, e l'esistenza è quella della realtà, non appena appare la sostanza nel pensiero nello stesso originario atto, essa esiste.
Non ci può essere la distinzione tra il pensiero della sostanza come una realtà distinta dalla realtà dell'esistenza della sostanza. Altrimenti ci sarebbero due realtà mentre la sostanza è un'unica realtà.
Se la sostanza è causa sui, allora è: unica; e, non essendoci altra realtà che possa limitarla, è infinita e indivisibile (perché, se fosse divisibile, non sarebbe più unica). Se dunque l'essenza della sostanza implica l'esistenza, allora pensiero e realtà coincidono.
Se la definizione della sostanza è tale per cui essa è:
- causa sui
- pensiero e realtà creatisi in un unico originario atto (essenza ed esistenza)
- unica, infinita, indivisibile,

allora la sostanza può essere identificata con Dio e con la Natura.

## La sostanza in Leibniz

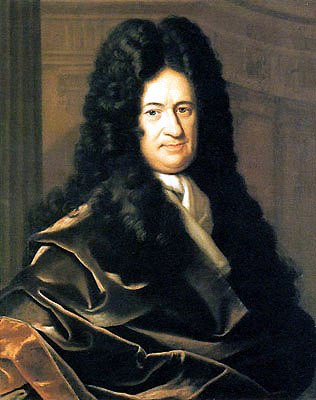
Gottfried Wilhelm von Leibniz

Come sul piano logico le verità di fatto coincidono con le verità di ragione così sul piano della materialità Leibniz si propone di dimostrare che la sua vera natura è lo spirito.
Le nuove scoperte fisiche permettono a Leibniz di elaborare una nuova concezione del mondo non più inteso meccanicisticamente. Quello che rimane infatti sempre presente nei fenomeni meccanici non è la quantità di moto ma la "forza viva" o energia cinetica, per cui estensione e movimento sono insufficienti a spiegare i fenomeni.
Il concetto di materia viene normalmente associato a quello di estensione. Tutto ciò che occupa uno spazio esteso è materia. La definizione di materia come estensione aveva però già generato una polemica tra il filosofi antichi, i pluralisti, quelli che avevano tentato una soluzione di compromesso nel dibattito tra le tesi contrapposte dell'essere degli eleati e coloro che sostenevano la realtà del divenire. Anassagora partendo da un concetto di materia come estensione affermava l'infinita divisibilità della materia, in quanto anche se piccolissima la minima particella materiale, essendo estesa, presupponeva la sua ulteriore divisibilità. D'altra parte Democrito affermava che dall'infinito non possono provenire corpi estesi finiti e quindi bisogna supporre che esista una piccolissima particella materiale non più divisibile: l'atomo.
Il concetto di estensione applicato alla materia non è dunque il più adatto per capire la sua natura.

### La materia omogenea
Sostituiamo al concetto di estensione quello di presentarsi come omogenea. Qualsiasi oggetto materiale si presenterà in una pressoché infinita qualità di forme e modi ma conserverà sempre la caratteristica della materialità, della corporeità. Quantitativamente dunque la materia è omogenea (dal significato originario del termine greco: "della stessa natura").
Ma se la materia è omogenea come si spiega che essa presenta una diversità di forme, di qualità ecc.? Evidentemente all'interno di quella che noi chiamiamo materia c'è un "principio di differenziazione", una forza per cui un corpo si differenzia da un altro corpo.
D'altra parte se la materia fosse semplice estensione come si spiega lo spostamento? Il concetto di movimento non può derivare da quello di estensione. Se consideriamo due corpi dal punto di vista dell'estensione il fatto che siano estesi non spiega perché un corpo si sposta con maggiore difficoltà rispetto a un altro corpo. I due corpi infatti possono anche differire per l'estensione ma questo non è l'elemento determinante per cui essi offrono una diversa resistenza all'azione di chi li vuole muovere. Questa diversa resistenza significa che essi oppongono una forza diversa all'azione di chi vuole spostarli.
Questo vuol dire che l'essere reale è essere semplice che contiene un "principio di differenziazione" (principium individuationis) che lo fa essere diverso da tutti gli altri esseri; esso è quindi un essere unico, una sostanza non materiale e passiva, ma che esprime un'attività per cui è un "centro di forza", qualcosa che agisce indipendentemente da ogni altro essere.
(dal "Discorso di Metafisica", XVIII)
L'essere reale viene da Leibniz definito l'"unità reale" che ha la realtà dell'atomo fisico (quindi diverso dal punto geometrico che è astratto) ed ha la precisione del punto geometrico che manca all'atomo fisico.
Si è quindi superato il dualismo cartesiano di spirito e materia, riducendo quest'ultima a spirito e quindi sostenendo alla fine, come necessaria conclusione, che in effetti esistono un'infinità di sostanze tante quante sono i corpi.
Con il concetto di forza=materia si è superato l'aspetto fisico: tutto è spirito, e ciascuno degli infiniti corpi, centri di forza che esprimono il principio di differenziazione e di individuazione, sono monadi, assolute unità semplici, centri di forza autonomi.

## Le concezioni di Locke, Berkeley, Hume

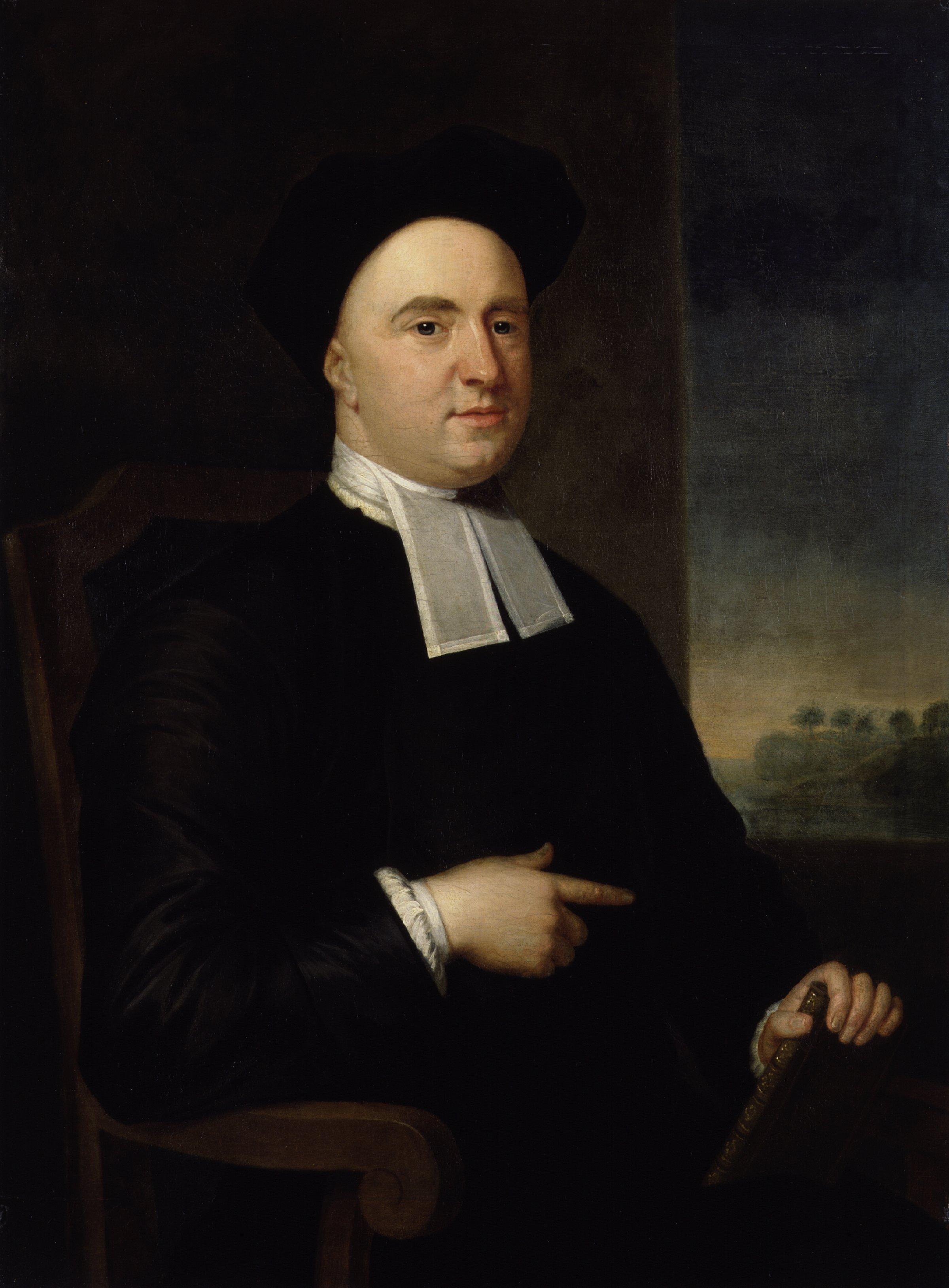
George Berkeley

Il processo di dissoluzione del concetto di sostanza inizia con Locke, per il quale la nostra attività razionale può essere efficace solo se in grado di affrontare argomentazioni limitate che ricadano nell'ambito dell'esperienza.
Egli quindi non nega che possano esistere delle realtà ultime, siano esse materiali o spirituali, ma noi conosciamo di queste solo le manifestazioni accidentali che poi illecitamente trasferiamo ad un'idea non corrispondente alla realtà di sostanzialità, come supporto di quelle proprietà accidentali reali (noi conosciamo le qualità della mela non la "sostanza mela").
Le considerazioni di Locke vengono contestate da Berkeley, che nega che esistano sostanze materiali sia pure inconoscibili. Tutta la nostra conoscenza si basa sulle idee (percezioni), per cui la materia non è altro che un'idea messa nella nostra mente da Dio. Da questo punto di vista la sua posizione filosofica è vicina a quella dell'occasionalismo di Nicolas Malebranche, che vede l'intervento di Dio nel nostro processo conoscitivo, e di Leibniz con la riduzione della materia a spirito.
Con David Hume non solo quella materiale ma anche la sostanza spirituale non esiste; essa è l'effetto di un associazionismo psicologico derivante dall'abitudine e dalla costanza con cui noi percepiamo certi aspetti della realtà, che scambiamo per un reale sostrato ontologico.

## La sostanza in Kant e nell'idealismo

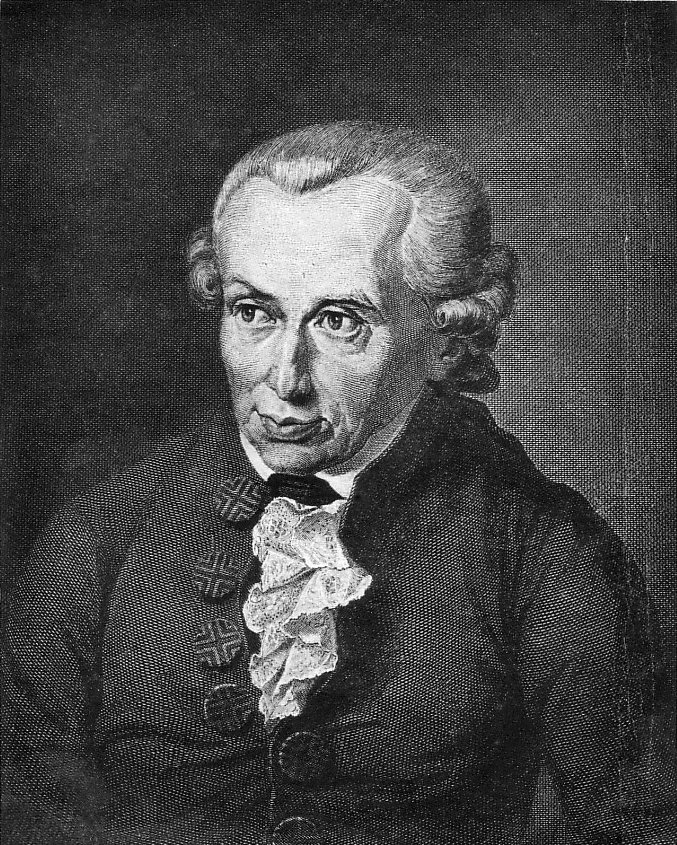
Immanuel Kant

La sostanza la ritroviamo nel criticismo kantiano, intesa come funzione trascendentale, categoria dell'intelletto tale da dare alla conoscenza le caratteristiche di necessità ed universalità, ma anche come un'attività trascendentale completamente soggettivata, negandole qualsiasi realtà ontologica. Della sostanza come oggetto reale di conoscenza parla la metafisica dogmatica, che ha commesso l'errore di scambiare la sostanza – invero "idea" della ragione – con l'attività dell'"io penso", l'appercezione trascendentale. La sostanza, la "cosa in sé", riguardo alla sua conoscibilità rientra dunque nel "noumeno", la cui esistenza è ipotizzabile ma non realmente conoscibile.
Eppure, sosteneva Fichte, sarebbe bastato che Kant avesse pensato ad attribuire all'"io penso" non una semplice attività formale di conoscenza ma un principio costitutivo della realtà perché si risolvesse una volta per tutte il problema della cosa in sé, della sostanza. Poiché "ogni fatto rimanda all'atto che lo pone" la realtà è creata da un Io assoluto in cui coincidono autocoscienza, autoconoscenza ed autocreazione e poiché egli crea con sé tutta la realtà, la conoscerà sin dalle sue prime fondamenta. Per chi crea, la realtà non ha misteri.
La stessa concezione della realtà come processo creativo attribuibile all'Assoluto (Schelling e Hegel) trasforma la caratteristica di immutabilità della sostanza antica in un concetto "dinamico" .

## Il pensiero contemporaneo sulla sostanza
Il tema della sostanza aristotelica torna nel pensiero epistemologico di Alfred North Whitehead. Dopo la teoria della relatività di Einstein, che ha messo in crisi la fisica meccanicistica newtoniana, lo scopo della scienza non è più quello di spiegare l'esperienza attraverso i meccanismi di causa-effetto. La fisica classica trasformava in realtà effettive, in caratteristiche strutturali della natura oggetti scientifici come atomi, istanti, punti ecc., che sono invece costruzioni del pensiero. Questo travisamento della realtà ontologica degli oggetti delle scienze naturali deriva dall'antica concezione della sostanza aristotelica, che ha condotto "a postulare un substrato per tutto ciò che si rivela nella sensazione".
Secondo la moderna teoria della conoscenza elaborata da un punto di vista evolutivo, che viene trattata dalla epistemologia evoluzionistica riprendendo idee già espresse nella filosofia della conoscenza di Nietzsche, le nostre capacità conoscitive della realtà derivano dal processo evolutivo della specie. Konrad Lorenz era convinto che le prestazioni della conoscenza umana debbano essere analizzate alla stessa stregua di altre capacità dell'uomo sviluppatesi nel corso della evoluzione in funzione della conservazione della specie: «...cioè di un sistema reale, formatosi in seguito ad un processo naturale, che si trova in un rapporto interattivo con un altrettanto reale mondo circostante.».
Egli ritenne di aver scoperto, con i suoi studi etologici, la derivazione delle nostre categorie mentali, compresa la categoria di sostanza, da lui chiamate "apparati immagine del mondo" dall'evoluzione della specie interagente con l'ambiente. Riprendendo e sviluppando idee di chiara ascendenza spenceriana, Lorenz sostiene che le suddette categorie siano innate (e perciò a priori) nel singolo individuo, ma a posteriori, formatesi cioè dopo una serie di esperienze reali, nel corso dello sviluppo evolutivo, che le portò ad essere quello che in noi sono ora: «... qualcosa che sta agli elementi della realtà extrasoggettiva come lo zoccolo d'un cavallo sta alla steppa o la pinna d'un pesce all'acqua.», prodotti cioè d'un processo evolutivo naturale.